# Солдатенко Віктор Васильович
Солдатенко Віктор Васильович (нар.29 серпня 1948, с. Буринь) — український політичний та громадський діяч, професор, доктор економічних наук України, академік, віце-президент Товариства дружби «Україна-Болгарія» (з 2009), Посол Миру (2012), член Європейської мережі національних центрів з академічного визнання і мобільності Ради Європи/ЮНЕСКО, автор серії книг «Видатні поляки в історії України», «Видатні росіяни в історії України», «Видатні болгари в історії України» (2013) тощо.

## Біографія
Народився 29 серпня 1948 р. в селі Буринь (нині місто) Буринського району Сумської області.
Трудову діяльність розпочав у 1964 р. робітником тресту «Жовтеньвугілля» в селищі Кіровськ Донецької області.
З 1967 р. працював токарем на Київському заводі автоматики ім. Петровського, у 1968—1972 рр. навчався у Київському національному економічному університеті імені Вадима Гетьмана (Київському інституті народного господарства), з 1972 р. , — працював у структурних підрозділах Київміськбуду (Головкиївміськбуду): інженером-економістом домобудівного комбінату № 3, з 1974 р. — старший інженер у тресті «Київоргбуд», а з 1978 р. — керівник групи в управлінні «АСУбуд».
З 1981 р. завідувач відділом економічної лабораторії Мінважбуду УРСР, з 1982 р. — завідувач сектором Центру наукової організації праці Мінбудматеріалів УРСР, з 1988 р. — головний економіст Головного управління економіки Мінбуду УРСР.
З 1991 р. обіймав посади: помічника першого заступника міністра Мінбуду УРСР, помічника першого віце-президента державної корпорації «Укрбуд», секретаря ради корпорації, з 1996 р. — заступника начальника технічного управління державної корпорації «Укрбуд», з 1997 р. — заступника начальника Головного управління та начальника відділу взаємодії з торгово-економічними місіями Державної податкової адміністрації України, У 2005- 2009 рр. — радник Голови Рахункової палати Верховної Ради України.
З 2009 року — віце-президент та член правління Товариства дружби «Україна-Болгарія».

## Роботи
Має понад 100 наукових робіт, зокрема, в галузі спільних економічних досліджень зі Світовим банком, Гарвардським університетом та вітчизняними національними академіями, у тому числі: Спілка акціонерів України. Науково-дослідний економічний інститут Міністерства економіки України. Видавничий дім «Корпорація». «Енциклопедія корпоративного управління» –  у 3-х томах. Київ — 2006—2007 рр. Презентація Енциклопедії відбулася в Маріїнському палаці — Резиденції Президента України.
World Bank.Меморандум економічного відродження України у 3-х томах українською та англійською мовами (Washington 1999), який був поданий Світовим банком Президенту України, Прем'єр-міністру України, Голові Верховної Ради України та членам уряду;
Техно-робочий проект «Автоматизованої інформаційно-аналітичної комп'ютерної системи зведення показників та економічного аналізу мобілізації коштів у бюджет України» (АІС «Галузь») Податкової служби України з використанням системи управління базами даних  ORACLE — у 8 томах. Київ — 1998 р., яка демонструвалась Президенту України та успішно функціонує в Державній податковій адміністрації України 1999-2015 рр.
Наукові монографії: Академія економічних наук України. Київський національний університет  будівництва і архітектури. Наукова монографія «Міжнародні і правові аспекти інвестиційної діяльності Україні». Видавництво «Науковий світ», Київ — 2002 рік;
Національна академія податкової служби України. Наукова монографія «Економічні та організаційно-правові аспекти іноземних інвестицій в Україні». Видавництво Національної академії ДПС України. М. Ірпінь. 2004 рік;
Міністерство освіти і науки України. Київський національний університет  будівництва і архітектури. Наукова монографія «Людський капітал України: стан, проблеми, перспективи відтворення». Київ. 2009 рік;
Державна податкова адміністрація України. Національна академія податкової служби України. Науково-дослідний інститут фінансового права. Наукова монографія «Основи прогнозування та планування податкових надходжень в перехідній економіці: проблеми методології та організації». Видавництво Національної академії ДПС України. М. Ірпінь. 2006 рік.
Книги ТОВ «Видавництво Кондор». Київ: «Видатні поляки в історії України» (українською та польською мовами, 2013), «Видатні росіяни в історії України» (українською та російською мовами,2013), «Видатні болгари в історії України» (українською та болгарською мовами, 2013).
Гарвардський інститут міжнародного розвитку (HIID) Гарвардського університету та Американська рада по співробітництву в освіті та вивченні мов (ACCELS) — проект  Гарвардського  університету в межах розділу  «Фіскальний тиск і тіньова економіка», (українською та англійською мовами), 1999. HIID — Київ.
Громадсько-політичний журнал Генеральної Дирекції Міжнародного  Академічного Рейтингу «Золота Фортуна» — «Golden Fortune»: Міжнародна діяльність державної податкової адміністрації України — шлях до входження країни до Європейського Союзу (2003);Впровадження інформаційних технологій в економіці і бізнесі для захисту економічних інтересів України (2004).
Федерація  всесвітнього миру (Universal Peace Federation), Журнал «Україна миротворча». № 1 2015 р. Соглашение об ассоциации Украины с ЕС — путь для мира и устойчивого социального и экономического развития.
Окремі роботи Солдатенка В. В. знаходяться у бібліотеках урядів, парламентів, національних та королівських академій 82 країн світу.

## Громадська, наукова та політична діяльність
Посол Миру (2012) — звання присвоєно Федерацією всесвітнього миру (Universal Peace Federation — асоційований член ООН). Академік Академії будівництва України (2003), Академії економічних наук України (2007), Української технологічної академії (член ЮНЕСКО) (2006), Академії інформаційних технологій Чеської Республіки Європейської академії інформатизації (асоційований член ООН) (2005), Української академії інформатики (2010), Міжнародної академії козацтва (2011). Радник Голови Рахункової палати Верховної Ради України (2005—2009 рр.), державний радник податкової служби України 3-го рангу. Член Національної спілки журналістів України.
Професор, доктор економічних наук — звання та ступінь присвоєні відповідно 24.01.2009 та 02.11.2007 рішеннями Президії Української технологічної академії. (УТА в результаті співробітництва з ЮНЕСКО одержала міжнародне визнання і була занесена до офіційного переліку «Academies Science»). Почесний доктор Міжнародної кадрової академії — член Європейської мережі національних центрів з академічного визнання і мобільності Ради Європи/ЮНЕСКО. Звання присвоєно 18.12.2006 р. рішенням Президії Міжнародної кадрової Академії за вагомий особистий внесок у розвиток економіки України, цикл наукових праць в галузі макроекономіки та фінансів, а також плідне міжнародне співробітництво. Почесний академік Української технологічної академії (член  ЮНЕСКО) — рішення присуджено  Президією УТА 4.12.2008 р. за вагомі  досягнення у розвитку науки, освіти і промисловості, з врученням «Золотого Знаку пошани».
Граф — присвоєння титулу підтверджено Асоціацією монархістів «Краковія» Великого Князівства Краківського з включенням до числа кавалерів ордена «Великого Князівства Краківського» та нагороджений Командорським хрестом II класу із зіркою (Польща, м. Краків, 2010).
Делегат  від  держави Україна у  Інтернаціональному Фонді Папи  Климента XI Албані (2020).

## Родина
Дружина — Солдатенко (Зелінська) Таїсія Василівна (1950), головний спеціаліст Державної податкової служби у Печерському районі м. Києва. Нащадок польського графського роду Зелінських гербу «Цьолек» (Ciołek), графиня — титул підтверджено Асоціацією монархістів «Краковія» Великого Князівства Краківського з включенням до числа кавалерів ордена «Великого Князівства Краківського», нагороджена Командорським хрестом III класу (Польща, м. Краків, 2011)
Донька — Марченко (Солдатенко) Вікторія Вікторівна (1980), закінчила Український гуманітарний ліцей (1997 р., з срібною медаллю) та Інститут міжнародних відносин Київського національного університету імені Тараса Шевченка (2002, магістр), спеціальність «Міжнародні економічні відносини». Головний спеціаліст АТ «Укрексімбанк».
Син — Солдатенко Андрій Вікторович (1975), закінчив юридичний факультет Львівського національного університету ім. Івана Франка (1999), член Ради адвокатів Львівської області Національної Асоціації адвокатів України, засновник Адвокатського об'єднання «Солдатенко, Лукашик та партнери», суддя Кінологічної Спілки України.
Онук — Сюч-Солдатенко Євген Андрійович (2001), випускник Львівської Академічної гімназії при Національному університеті «Львівська політехніка» (2018), львівський блогер та журналіст, Одночасно є онуком відомого українського легкоатлета-метальника Євгена Васильович Сюча — Заслуженого тренера України, новатора, який першим науково обґрунтував і практично впровадив техніку метання молота з чотирьох обертів.

## Відзнаки
- Почесна грамота Верховної Ради України (2019)
- Орден Святого Дмитра Солунського 4-го ступеня з присвоєнням титулу «Воїн ордену „Святий Дмитро Солунський“» — за  високі досягнення і заслуги перед українським народом та Українською Православною Церквою (2000)
- Орден святого рівноапостольного князя Володимира Великого I-II-III ступеня (2017, 2010, 2003)
- Орден святого рівноапостольного князя Володимира III ступеня (2002)
- Орден преподобного Нестора Літописця I—II ступеня (2008, 2004)
- Орден Святого Станіслава (Польща, 2015)
- Орден Українського козацтва Вищого Морального авторитету I ступеня «Лицар України»
- Орден «Віра», «Честь», «Слава»
- Відзнака Міжнародного союзу козацтва «За вірність козацьким традиціям» (2005)
- Орден «Козацький лицарський хрест»
- Орден «Віра, Честь, Слава» I—III ступенів
- «Відзнака Верховного отамана»
- Орден «Петра Сагайдачного»
- Орден «Пресвятої Богородиці — покрови козацтва»
- Орден «Патріот України» — за проявлений патріотизм та бездоганне служіння Україні (2016)
- Золота зірка «Герой козацького народу» — за вагомий особистий внесок у розбудову козацтва в Україні (2012)

Присвоєно звання «Лідер України» із врученням ордену «Срібна зірка» та нагороджений орденом Української технологічної академії «За заслуги у розвитку науки, освіти, промисловості та мистецтва»(2007), золотою медаллю «Незалежність» і почесним знаком за вагомий особистий внесок у розвиток української журналістики, відзнакою «Знак пошани» Товариства «Україна-Болгарія», медаллю Казимира Великого III (Польща,2010), медаллю «В пам'ять 1500-річчя Києва» (1983), 10 медалями. Лауреат міжнародного академічного рейтингу «Золота Фортуна» (2003—2004 р.). Має подяки від Міністра економіки України, директора Світового банку, директора Міжнародного центру перспективних досліджень, 3 почесні грамоти та 4 подяки від Голови Державної податкової адміністрації України, почесну грамоту Голови Рахункової палати Верховної Ради України, почесну грамоту Київського міського Голови. Лауреат премії Академії будівництва України ім. академіка М. С. Буднікова (2002), лауреат відзнаки науково-практичного журналу «Економіка та держава» золотої медалі «За благочинність та мужність» ім. І. Я. Франка. Генерал армії козацтва, почесний ветеран 346 стрілецької дивізії, Біографія В. В. Солдатенка розміщена в Біографічно-енциклопедичному збірнику «Будівництво. Видатні інженери України». Академія будівництва України, Укрархбудінформ (2001).
Дипломант Всеукраїнських програм «Золотий фонд нації» (2017), «Національні лідери України» (2012), «Нагороди України.Vivat Україно ! Відзнаки духу, доблесті та честі» (2013), «Україна у III тисячолітті» (2009), «Хто є хто в будівництві та архітектурі»(2008.2010). Лауреат Міжнародного проекту «Україна й українці — цвіт нації, гордість країни» (2016).
Почесний працівник Державної податкової служби України — звання присвоєно наказом Голови Державної податкової адміністрації України № 492 від 05.05.2004 р. «За значний особистий внесок у розвиток податкової служби, забезпечення виконання завдань щодо мобілізації коштів до бюджетів усіх рівнів».